# Teufelsstuhl von Thurow

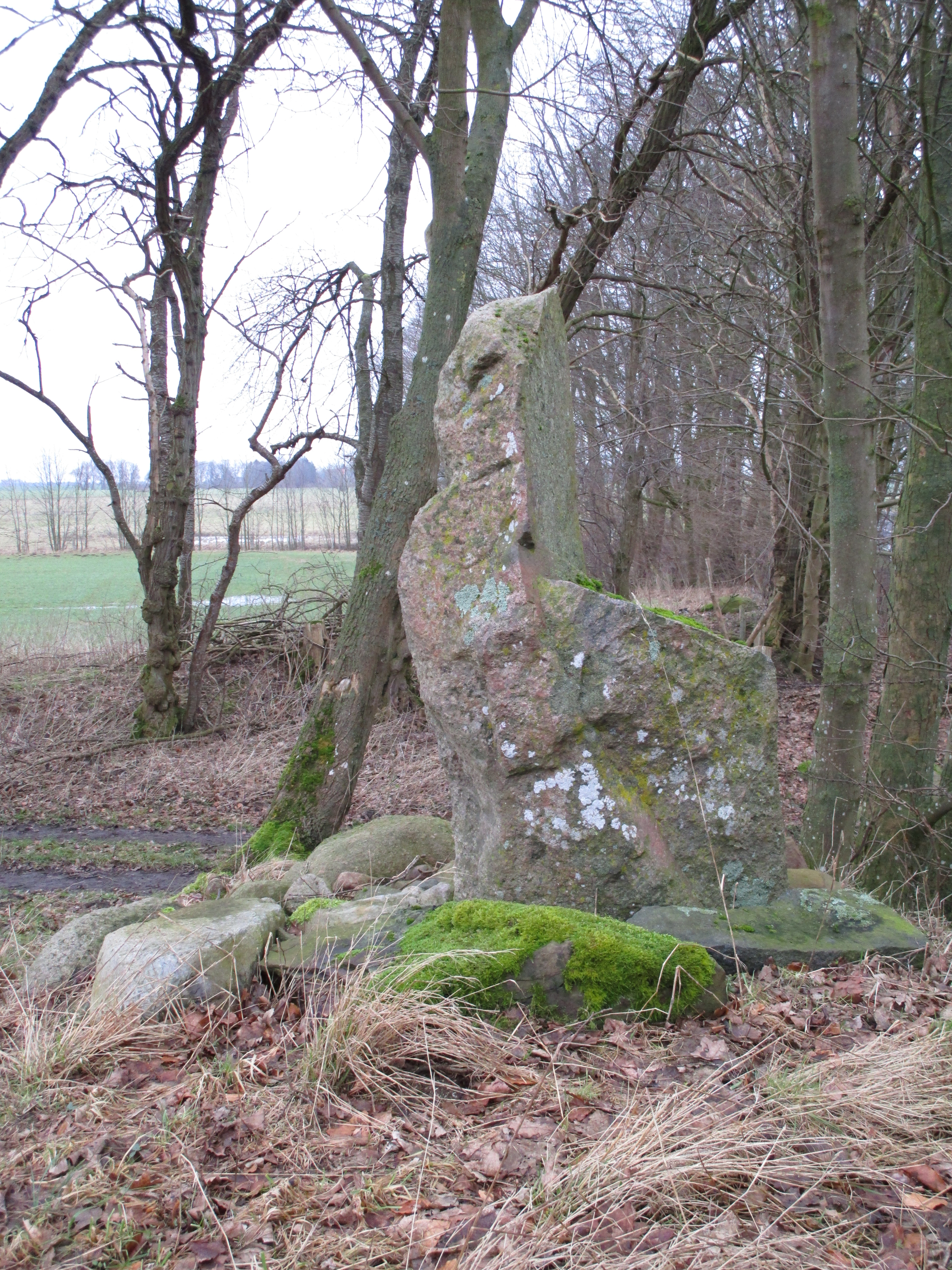
Teufelsstuhl von Thurow

Der Teufelsstuhl von Thurow ist ein Menhir beim Ortsteil Thurow der Gemeinde Züssow im Landkreis Vorpommern-Greifswald.

## Geographie
Der Monolith steht 1,2 km südwestlich von Thurow und 2,6 km südwestlich von Züssow, 6 m neben der Bundesstraße 111 an einem südlich gelegenen Waldstück.

## Geschichte
Auf der nördlich angrenzenden Koppel (Weide) befinden sich fünf bronzezeitliche Hügelgräber. Ob der Hügel, auf dem der Monolith steht, ebenfalls ein Hügelgrab ist, ist auch der Denkmalpflege unklar. Dieser Hügel wurde beim Straßenbau der jetzigen B 111 um 1854 angeschnitten, d. h. fast halbiert. Ob dabei Funde angeschnitten wurden, ist nicht überliefert. Der Monolith muss aber schon länger dort gestanden haben, denn sonst wäre er während des Straßenbaus von den Steinschlägern zerstört worden, sie hätten ihn nicht dort aufgestellt. Auch das Befestigungspflaster aus Feldsteinen weist auf eine ältere Standzeit hin.
Am 19. Februar 2015 wurde der Teufelsstuhl oder Thron des Zigeunerkönigs von Thurow als „Fundplatz Oldenburg 1 (Lkr. Ostvorpommern)“ in die Liste der Bodendenkmale von Mecklenburg-Vorpommern eingetragen.

## Namensdeutung
Es gibt zwei Varianten der Bezeichnung des Monolithen:
- Der Teufelsstuhl von Thurow
- Der Thron des Zigeunerkönigs

Beide Namen beziehen sich auf die Form des Monolithen, der seitlich gesehen einem Stuhl ähnelt. An diesen Flächen sind aber, wie am ganzen Stein, keine Bearbeitungsspuren zu sehen (Bohrlöcher, Meißelstellen, Spaltmale usw.). Es könnten also natürliche Frostabsprengungen an Steinrissen sein.
Die Legende des Teufelsstuhles ist aber außer dem Namen bislang nicht überliefert.

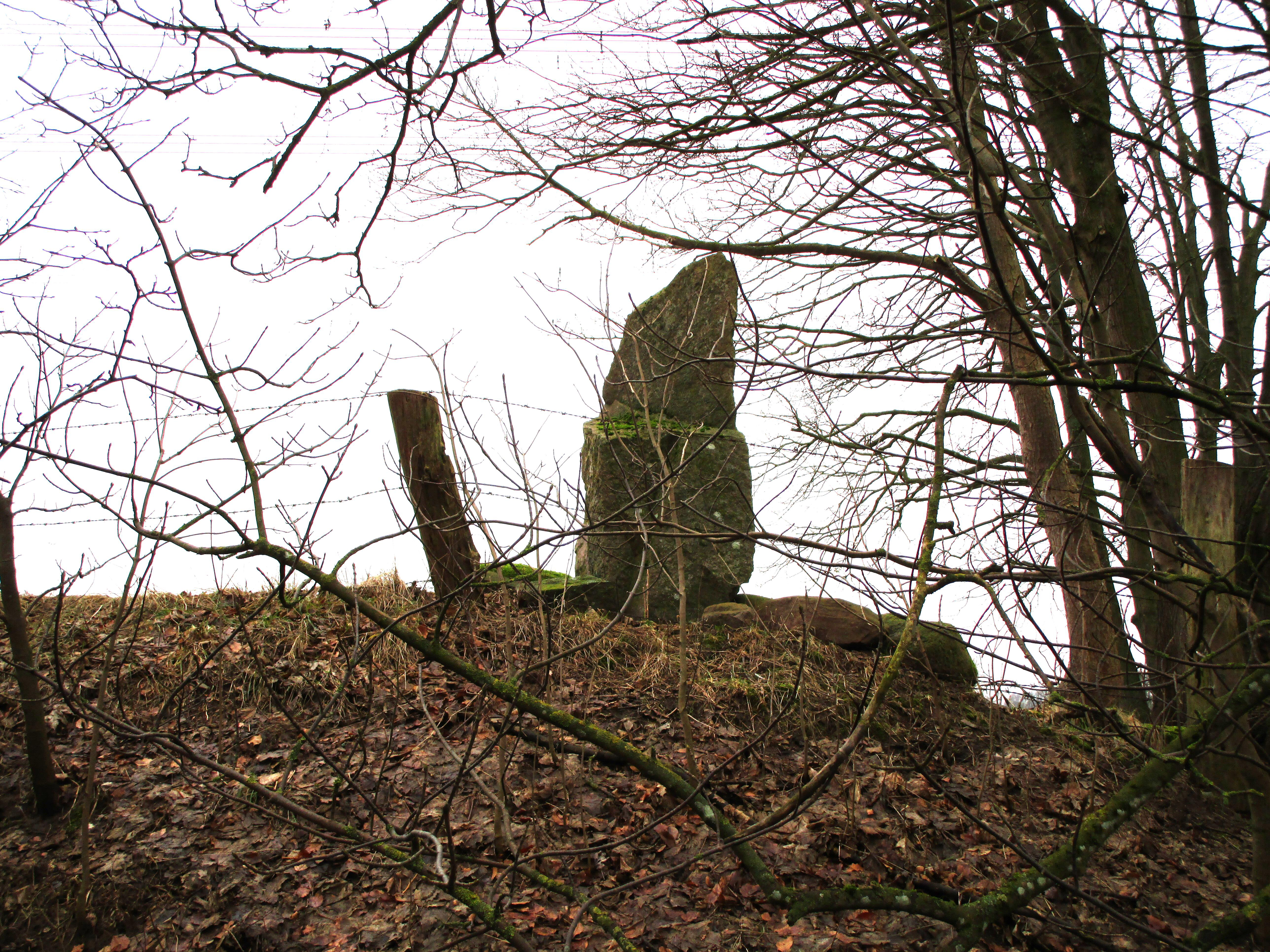
Der Thron des Zigeunerkönigs bei Thurow vom Lagerplatz gesehen

Die Bezeichnung „Thron des Zigeunerkönigs“ hat folgende Bedeutung:
In den 1920er und 1930er Jahren kam es wohl verstärkt zum Durchzug von wandernden Zigeunern (zeitgenössische Bezeichnung für Sinti und Roma). Darauf reagierten die Behörden mit Standgeldern auf dem Gemeindegebiet und Zuweisung von Lagerplätzen. Beispiel aus dem Magistratsprotokollbuch vom nahe gelegenen Gützkow:
- Am 28. März 1922 beschließt der Magistrat die Einführung eines Standgeldes für durchziehende „Zigeunerhorden“ … .
- Am 29. Januar 1930 beschließt der Magistrat die Zuweisung auf einen Schlickplatz an der B 111 vor Gützkow als „Lagerplatz für durchziehende Zigeunerhorden“.

Vor diesem Hintergrund wird die Bezeichnung des Monolithen klar: Gegenüber dem Stein befand sich am Waldrand ein größerer Platz mit Schlacke befestigt (dieser Platz ist aber inzwischen auch schon fast mit Bäumen und Sträuchern zugewachsen). Dort sollten sich die durchziehenden Zigeuner – außerhalb der Gemeinden Thurow und Ranzin – aufhalten. Wenn nun die Clans sich dort aufhielten, setzte sich der Clanchef – diese Oberhäupter von Familienverbänden bezeichneten sich selbst als „Zigeunerkönig“ – auf diesen Stein, der zur Straßen- bzw. Platzseite wie ein Stuhl geformt ist. Von dort verkündete er die Befehle und die nächsten Aktionen usw.

## Material und Maße
Der Stein besteht aus grauem Granit und hat eine Höhe – über Erde – von 1,8 Meter. Er wurde um 2010 von einem Verein aus Gribow wieder aufgerichtet, da er am Umsinken war. Dabei konnte festgestellt werden, dass er ca. 40 bis 50 Zentimeter tief in der Erde steckte. Er ist mit Feldsteinen festgekeilt, die ringsum ein Pflaster von circa 2 Meter Durchmesser bilden. Er ist unregelmäßig geformt und hat eine Breite von circa 60 Zentimeter und eine Tiefe von 80 Zentimeter.